# Rudolf Stokvis

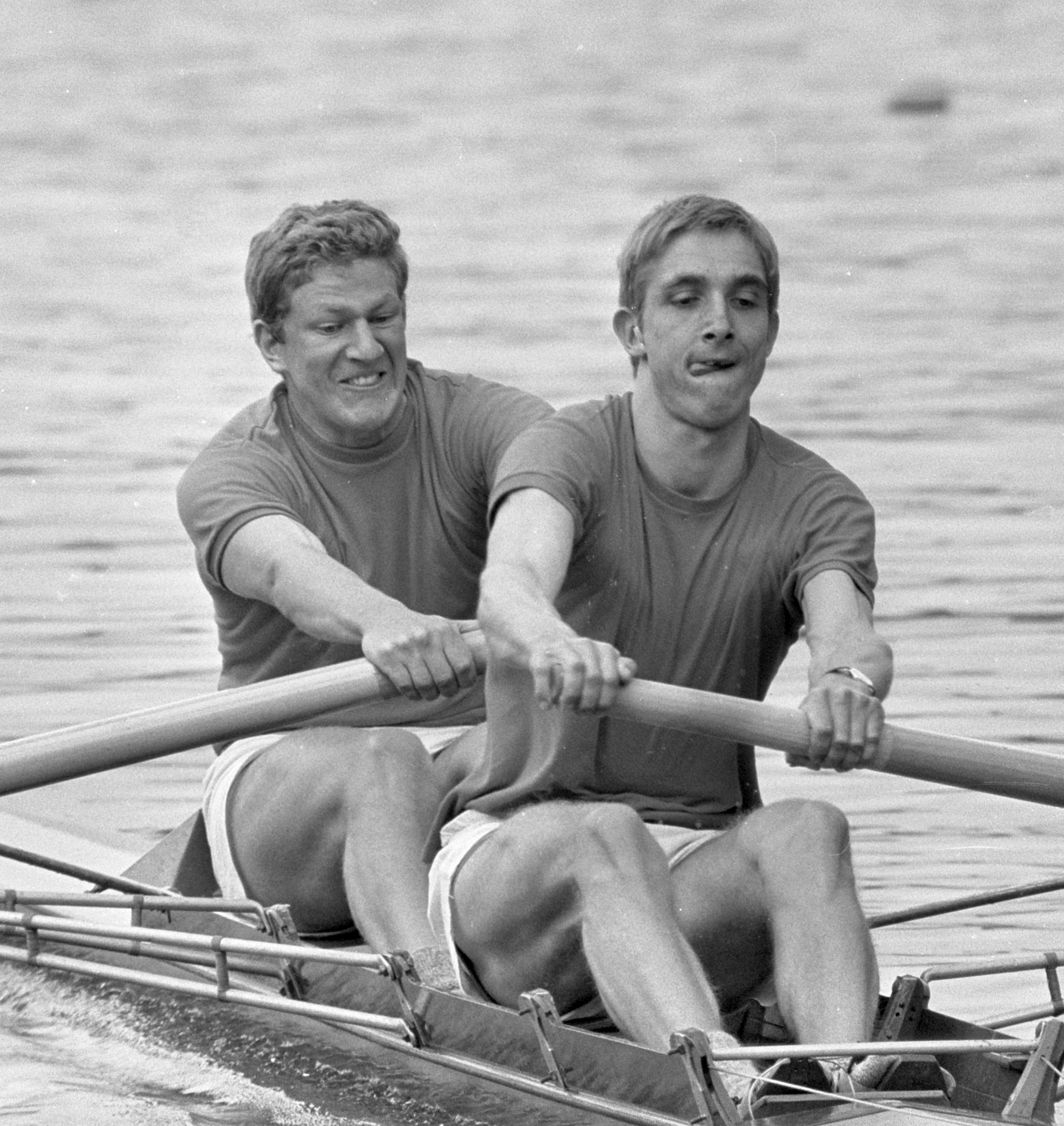
Rudolf Stokvis (links) und Roelof Luynenburg 1968

Rudolf „Ruud“ Stokvis (* 24. April 1943 in Amsterdam) ist ein ehemaliger niederländischer Ruderer. 
Der 1,90 m große Rudolf Stokvis von Nereus Amsterdam gewann bei den Ruder-Weltmeisterschaften 1966 zusammen mit Maarten Kloosterman, Roelof Luynenburg und Eric Niehe die Bronzemedaille im Vierer ohne Steuermann. Zwei Jahre später traten Stokvis und Luynenburg bei den Olympischen Spielen 1968 im Zweier ohne Steuermann an und erreichten den sechsten Platz. Der größten Erfolg ihrer Sportlerkarriere gelang den beiden bei den Olympischen Spielen 1972 als sie hinter den Zweiern aus der DDR und aus der Schweiz die Bronzemedaille erkämpften.
Stokvis blieb auch nach dem Abschluss seines Soziologiestudiums an der Universität Amsterdam, wo er eine Dozentur innehatte. Er veröffentlichte verschiedene Bücher über soziologische Themen und über Sport. Neben seiner Universitätslaufbahn blieb er als Trainer auch dem studentischen Ruderclub Nereus verbunden.

## Veröffentlichungen
- Strijd over sport : organisatorische en ideologische ontwikkelingen (Deventer, 1979, ISBN 9060015681)
- Ondernemers en industriële verhoudingen : een onderneming in regionaal verband (1945-1985) (Assen, ISBN 9023224760)
- De sportwereld : een sociologische inleiding (Alphen aan den Rijn/Brussel, 1989, ISBN 9014038674)
- Concurrentie en beschaving : ondernemingen en het commercieel beschavingsproces (Amsterdam, 1999, ISBN 9053524614)
- Sport, publiek en de media (Amsterdam, 2003, ISBN 9052600465)
- Fitter, harder & mooier : de onweerstaanbare opkomst van de fitnesscultuur (Amsterdam/Antwerpen, 2008, ISBN 9789029565912)
- 125 jaar Koninklĳke Nederlandsche Studenten Roeibond (2008, ISBN 9789090228532)